# Акира Мацунага (1948)
Акира Мацунага (јап. 松永 章; Шизуока, 8. август 1948) бивши је јапански фудбалер.

## Каријера
Током каријере је играо за Хитачи.

## Репрезентација
За репрезентацију Јапана дебитовао је 1973. године. За тај тим је одиграо 10 утакмица и постигао 2 гола.

## Статистика
| Јапан  | Јапан   | Јапан  |
| Година | Наступи | Голови |
| ------ | ------- | ------ |
| 1973.  | 3       | 0      |
| 1974.  | 0       | 0      |
| 1975.  | 0       | 0      |
| 1976.  | 7       | 2      |
| Укупно | 10      | 2      |